# 이선 (후한)
이선(李善: 생몰년 미상)은 후한 초기의 관료로, 자는 차손(次孫)이며, 남양군 육양현(淯陽縣) 사람이다.

## 생애
본래 같은 현 사람 이원(李元)의 노복(《후한서》 원문에는 '창두(蒼頭)')이었다. 건무 연간에 역병이 돌아 이원을 포함한 이씨 집안 사람들이 줄줄이 죽어나갔고, 이원의 아들 이속(李續)은 태어난 지 수십 일만에 고아가 되고 말았다. 한편 이원의 집안은 재산이 천만 전이나 되었기 때문에, 집안의 노비들은 함께 짜고 이속을 죽여 재산을 나눠가지기로 했다. 이선은 이씨 집안에서 그들을 제지할 힘이 없다고 생각하여, 몰래 이속을 업고 달아나 산양군 하구현(瑕丘縣)의 경계 쪽에서 숨어 살며 이속을 친자식처럼 길렀다. 갓난아이인 이속을 웃어른을 모시듯 보살폈고, 길을 갈 때에는 항상 뒤따라 갔다. 고을에서는 이선의 행실을 가상히 여겼다.
이속이 열 살이 되자, 이선은 이속을 데리고 고향으로 돌아가 이속에게 가업을 잇도록 했다. 예전의 노비들은 모두 이선의 고발로 주살되었다. 하구령(瑕丘令) 종리의는 이선의 행실을 칭찬하는 글을 조정에 올렸고, 광무제는 이선과 이속을 태자사인에 임명했다.
명제 때 이선은 공부(公府)에 벽소되었고, 일처리가 뛰어나 일남태수로 영전했다. 임지로 부임하던 길에 육양으로 가던 중에 이원의 무덤을 지나가게 되자 미리 1리 앞에서 조복을 벗고, 무덤에 이르자 호미를 들고 벌초하고는 절을 하며 매우 애통하게 곡했다. 몸소 불을 때어 밥을 지어 제사를 올렸고, 울면서 "군부인, 이선이 여기 있습니다!"라고 말했다. 그렇게 며칠을 슬퍼하다가 길을 떠났다.
임지에 도착한 이선은 선정을 베풀어 이민족들이 그를 따랐고, 이선은 다시 구강태수로 전임되었으나 부임하던 길에 병들어 죽었다. 이속은 하간상에 이르렀다.

## 전기 자료
- 범엽, 《후한서》 권81 〈열전〉71, 이선